# Латиноамериканцы США

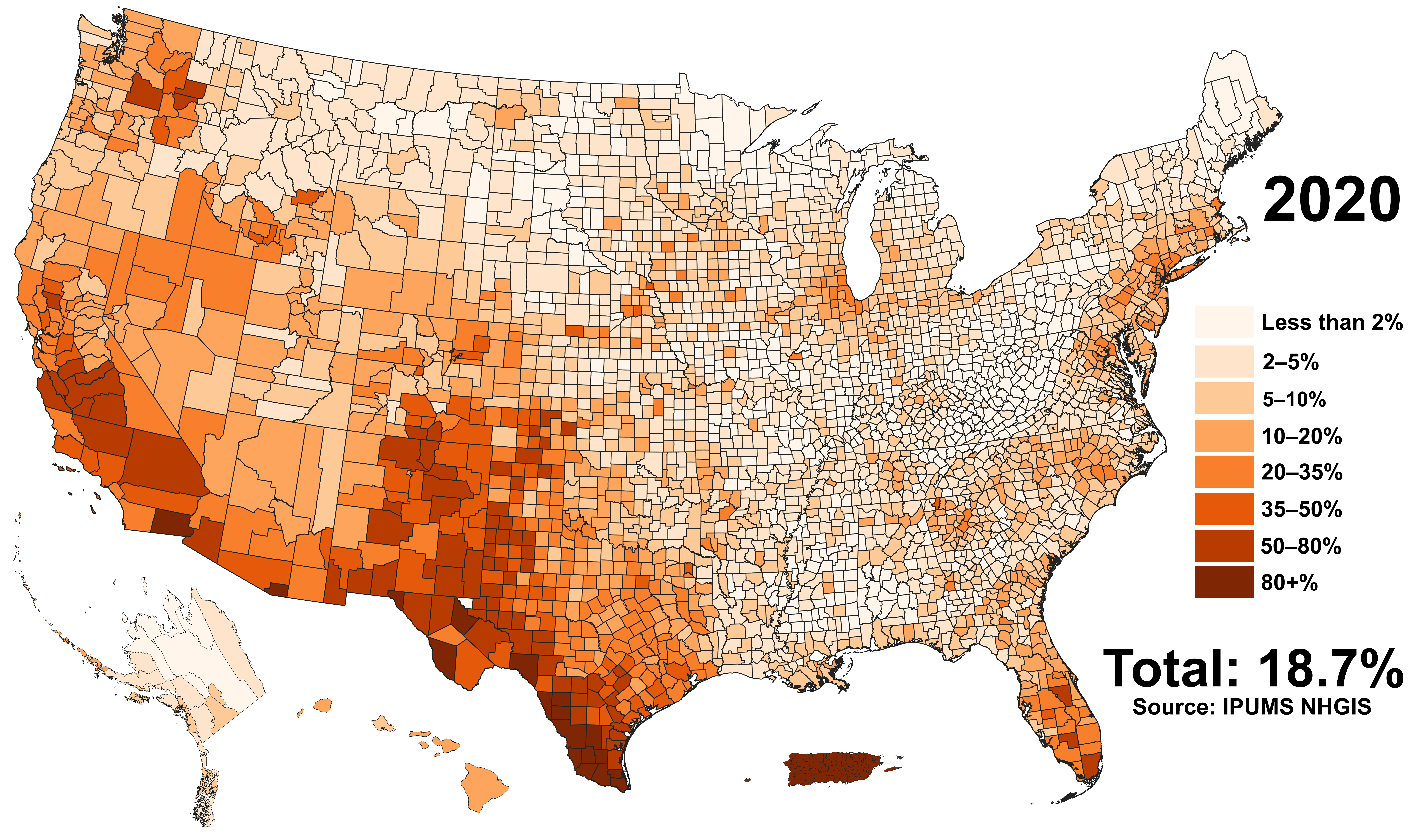
Процент расселения латиноамериканского населения по территории США

Латиноамериканцы в США (англ. Latino Americans, исп. latinoamericanos; хиспа́ники, англ. Hispanics, исп. hispanos; также иногда иронично или пренебрежительно лати́носы[уточнить], англ. Latinos, исп. latinos) — жители США, идентифицирующие себя как лица кубинской, мексиканской, пуэрториканской, другой южно- или центральноамериканской испанской культуры или происхождения независимо от расы. Является обобщающим термином, официально используемым Бюро переписи населения США, Бюро по вопросам управления бюджетом и остальными правительственными организациями для обозначения граждан США или проживающих в стране иностранцев. Крупнейшее национально-языковое меньшинство на территории современных США с долгой и сложной историей. 
По оценке на 1 апреля 2010 года, латиноамериканцы и их потомки составляли 50,5 млн человек (16,4 % населения). В ряде городов (Майами, Лос-Анджелес, Сан-Антонио, Хьюстон) и штатов (Нью-Мексико) страны латиноамериканцы составляют уже относительное большинство населения, их доля повсеместно быстро увеличивается, из-за чего возникают трения с другими расовыми и этническими группами на территории США, перерастающие в расовые войны.
Главные проблемы общины: преодоление языкового барьера, стремление сохранить свою культуру и нелегальная иммиграция.

## Происхождение
Латиноамериканцы в стране делятся на две неравные группы: автохтонную (чикано, калифорнио) — не более 10 %, то есть потомки испанцев и испанизированных жителей испанских колоний к северу от реки Рио-Гранде до американо-мексиканской войны 1848 года, когда половину мексиканской территории аннексировали США. К этой группе относятся и пуэрториканцы — граждане США после захвата острова у Испании в 1898 году. Остальные 90 % общины — недавние иммигранты и их потомки во втором-третьем-четвёртом поколениях (с 1910 года, но главным образом с 1960-х — 1970-х годов) из независимых стран Латинской Америки (гастарбайтеры, политические эмигранты, члены их семей). Две третьих от общего числа латиноамериканцев в США являются по происхождению мексиканцами, на втором месте выходцы из малых стран Центральной Америки, а третье место занимают колумбийцы с численностью около 2 миллионов человек. В 1986 году в США была проведена крупнейшая в истории страны амнистия нелегальных иммигрантов, вследствие чего легальное латиноамериканское население страны за три дня возросло на три миллиона человек. Доля латиноамериканцев в США в XX—XXI веках постоянно растёт: с 0,7 % в 1900 до 3,8 % в 1960, 12,5 % в 2000 и около 20 % в 2015 году.

## Состав
- 64 % латиноамериканцев имеют мексиканское происхождение (Юго-Запад США, Техас, Калифорния, г. Чикаго),
- 9 % имеют пуэрто-риканское происхождение,
- по 3 % имеют кубинское, сальвадорское и доминиканское происхождение,
- остальные имеют центральноамериканское или южноамериканское происхождение[1].

С 2006 г. бо́льшая часть легального латиноамериканского населения США (52 %) является уроженцами этой страны. Доля латиноамериканцев-иммигрантов составляла около 48 %.
Более 60 % латиноамериканцев в США — белые, в том числе >50 % мексиканцев, а также почти все выходцы из Пуэрто-Рико и Кубы и их потомки.
В Нью-Мексико из испаноязычного населения много самих испанцев.

## Язык
В отличие от других общин страны, латиноамериканцы прибывают в США из испаноязычных стран, либо входящих в состав США (Пуэрто-Рико), либо граничащих с США (Мексика), либо расположенных в непосредственной близости (Куба, Доминикана), а потому иммигранты поддерживают связи с историческими родинами, в том числе с помощью современных испаноязычных СМИ на территории США. Поэтому в латиноамериканской среде США в отличие, например, от италоамериканцев или американцев немецкого происхождения сохранность родного (испанского) языка среди них очень высока и ассимиляция идёт замедленными темпами. Так, 60 % латиноамериканцев в повседневной жизни используют лишь испанский язык, около 20 % испанский и английский, 20 % в основном английский. Язык общения молодёжи — в основном английский (особенно родившейся в США), поколение среднего возраста — двуязычное, старшее поколение — почти поголовно испаноязычное. Для сравнения, лишь 1,5 миллионов лиц немецкого происхождения из 45 млн используют немецкий язык.
По данным опросов Исследовательского центра Пью, в 2023 году 75% латиноамериканцев США владели испанским достаточно хорошо, чтобы вести на нём разговор; хотя 78% латиноамериканцев считали, что необязательно владеть испанским, чтобы причислять себя к латиноамериканцам, плохо говорящие по-испански или вообще не владеющие этим языком латиноамериканцы нередко подвергались дискриминации внутри сообщества — над ними шутили или пытались пристыдить. 63% латиноамериканцев хотя бы иногда говорят на «спанглише» — смеси английского и испанского языков.

## Динамика численности
- 1980 г., перепись: 15,0 млн. (6,0 %)
- 1990 г., перепись: 22,5 млн. (9,0 %)
- 2000 г., перепись: 35,3 млн. (12,5 %)
- 2007 г., оценка: 45,3 млн. (15,1 %), а также 5—12 млн нелегально (оценка)
- 2050 г., прогноз: 100,0 млн (20,0 %—25,0 %)

В этих данных отражена лишь численность официально учтённых лиц латиноамериканского происхождения. Население заморской территории США Пуэрто-Рико (3,95 млн чел. по данным за 2008 год) учитывается отдельно и в эти данные не включается. 

## Демография
Бурный рост численности латиноамериканцев обусловлен двумя факторами. Во-первых, он объясняется их мощной иммиграцией, которую официальное правительство стремится сдерживать. Во-вторых высоким естественным приростом. Сумма этих двух факторов приводит к высокому общему темпу прироста латиноамерканцев современных США. Так, на протяжении 1990-х годов среднегодовой темп прироста их численности был +5,8 % (по стране в целом только +1,3 %), а на протяжении 2000-х годов около +3,5 % в год, что отчасти обусловлено высокой фертильностью 3,2 ребёнка в среднем на женщину в 2000 г. и 2,8 в 2007 при 2,3 (2.1) для африканской и 1,8 (1,9) для белой (неиспаноязычных). По состоянию на 2014 год фертильность латиноамериканского населения США составляла 2,9 ребёнка в среднем на женщину. 
При этом в самой Латинской Америке в целом уровень рождаемости уже упал до уровня простого воспроизводства населения, хотя и сильно отличается по странам. После 2000 г. основная масса латиноамериканских иммигрантов в США всё ещё прибывает из Мексики, однако значительно возросла доля мигрантов (особенно нелегальных) из Гватемалы и Гондураса. Последние две страны по-прежнему характеризуются высокой рождаемостью и высокими показателями фертильности (3 и более детей на женщину). Из-за некоторого сокращения латиноамериканской легальной и нелегальной иммиграции после замедления темпов роста американской экономики с 2007 г. и усиления мер приграничного контроля в последнее время наблюдается тенденция к повышению вклада доли естественного прироста по сравнению с чистой иммиграцией в общий рост численности латиноамериканцев в США (в 2006 г. вклад естественного прироста составил 63 % против 37 % иммиграции, тогда как пятью годами ранее эти показатели были обратными).